# Etapa de Caruaru de 2010 (Fórmula Truck)
A Etapa de Caruaru foi a terceira corrida da temporada 2010 da Fórmula Truck. O vencedor foi o paulista Valmir Benavides.

## Corrida
| Pos | Nº | Piloto            | Equipe        | Voltas | Tempo/Aband.      | Grid | Pontos¹ |
| --- | -- | ----------------- | ------------- | ------ | ----------------- | ---- | ------- |
| 1   | 2  | Valmir Benavides  | Volkswagen    | 23     | 1:00:52.458       | 1    | 5 + 25  |
| 2   | 4  | Felipe Giaffone   | Volkswagen    | 23     | +4.754            | 4    | 20      |
| 3   | 3  | Geraldo Piquet    | Mercedes-Benz | 23     | +9.378            | 6    | 17      |
| 4   | 6  | Wellington Cirino | Mercedes-Benz | 23     | +10.836           | 5    | 14      |
| 5   | 9  | Renato Martins    | Volkswagen    | 23     | +11.584           | 7    | 12      |
| 6   | 88 | Beto Monteiro     | Iveco         | 23     | +20.482           | 24   | 10      |
| 7   | 8  | Bruno Junqueira   | Ford          | 23     | +21.434           | 8    | 8       |
| 8   | 12 | José Maria Reis   | Scania        | 23     | +23.786           | 11   | 7       |
| 9   | 20 | Pedro Muffato     | Scania        | 23     | +28.861           | 9    | 6       |
| 10  | 7  | Debora Rodrigues  | Volkswagen    | 23     | +52.163           | 15   | 5       |
| 11  | 73 | Leandro Totti     | Mercedes-Benz | 23     | +1:03.393         | 10   | 4       |
| 12  | 77 | André Marques     | Scania        | 22     | +1 volta          | 20   | 3       |
| 13  | 50 | Fred Marinelli    | Iveco         | 22     | +1 volta          | 17   | 2       |
| 14  | 56 | Danilo Dirani     | Ford          | 21     | +2 voltas         | 2    | 1       |
| 15  | 46 | Anderson Toso     | Ford          | 17     | +6 votas          | 22   |         |
| Ret | 55 | Paulo Salustiano  | Volvo         | 16     | danos por colisão | 12   |         |
| Ret | 33 | Cristiano da Mata | Iveco         | 16     | acidente          | 13   |         |
| 18  | 51 | Leandro Reis      | Scania        | 13     | +10 voltas        | 3    |         |
| Ret | 14 | João Maistro      | Volvo         | 10     | motor             | 19   |         |
| Ret | 10 | Vignaldo Fizio    | Mercedes-Benz | 10     | motor             | 14   |         |
| Ret | 21 | José Cangueiro    | Mercedes-Benz | 8      | motor             | 16   |         |

- Nota 1:  De acordo com o regulamento da temporada, são distribuidos pontos para os cinco primeiros que cruzarem a linha de chegada na 12º volta e para os 14 que cruzarem na ultima volta.